# Ілінські
Ілінські — рід на Волині.
Рід Ілінських (Іллінські, Ільїнські) походить від роду Gizyckich (Ґіжицьких) з Мазовії і вперше згадується в другій половині XIV ст. Ілінські отримали дворянство в 1378 за «Monumentom Poloniae», а також мали власний сімейний герб «Лис».

## Представники
- Іван Каєтан Ільїнський (1731—1791)
- Ілінський Юзеф Август (1766—1844)